# Акжаїцький сільський округ
Акжаї́цький сільський округ (каз. Ақжайық ауылдық округі, рос. Акжаикский сельский округ) — адміністративна одиниця у складі Теректинського району Західноказахстанської області Казахстану. Адміністративний центр — село Акжаїк.
Населення — 4207 осіб (2021; 4477 у 2009, 5066 у 1999, 4972 у 1989).
Станом на 1989 рік існували Акжаїцька сільська рада (частина села Акжаїк, села Підхоз, Санаторій Акжаїк) та Єнбецька сільська рада (частина села Акжаїк, села Жасталап, Карасу, Суттігенди, Талпин) Чапаєвського району. Село Суттігенди було ліквідоване 2020 року.

## Склад
До складу округу входять такі населені пункти:
| Населений пункт        | Старі назви   | Населення, осіб (1989) | Населення, осіб (1999) | Населення, осіб (2009) | Населення, осіб (2021) |
| ---------------------- | ------------- | ---------------------- | ---------------------- | ---------------------- | ---------------------- |
| Абай, село             | Карасу        | 819                    | 828                    | 700                    | 629                    |
| Акжаїк, село           | -             | 2789                   | 2991                   | 2781                   | 2943                   |
| --Жасталап, село       | -             | 85                     | -                      | -                      | -                      |
| Иждагат, село          | Підхоз        | 122                    | 93                     | 112                    | 121                    |
| Санаторій Акжаїк, село | ДО Уральський | 237                    | 173                    | 142                    | 210                    |
| Суттігенди, село       | -             | 354                    | 349                    | 194                    | -                      |
| Талпин, село           | -             | 566                    | 632                    | 548                    | 304                    |